# Laguna Seca, Puebla
Laguna Seca är en ort i Mexiko.   Den ligger i kommunen Eloxochitlán och delstaten Puebla, i den sydöstra delen av landet, 260 km öster om huvudstaden Mexico City. Laguna Seca ligger 655 meter över havet och antalet invånare är 150.
Terrängen runt Laguna Seca är bergig åt sydväst, men åt nordost är den kuperad. Terrängen runt Laguna Seca sluttar österut. Runt Laguna Seca är det ganska tätbefolkat, med 100 invånare per kvadratkilometer. Närmaste större samhälle är Loma Bonita, 1,7 km norr om Laguna Seca. I omgivningarna runt Laguna Seca växer huvudsakligen savannskog.